# Dolichognatha spinosa
Dolichognatha spinosa är en spindelart som först beskrevs av Alexander Petrunkevitch 1939.  Dolichognatha spinosa ingår i släktet Dolichognatha och familjen käkspindlar.
Artens utbredningsområde är Panama. Inga underarter finns listade i Catalogue of Life.